# ロメオ・カスカリーノ
ロメオ・カスカリーノ（Romeo Cascarino, 1922年9月22日 - 2002年1月8日）はアメリカ合衆国の作曲家。
フィラデルフィアのコムズ音楽大学（現在は廃校）の教授を長く務める。作風は概して調性の枠内である。代表作はオペラ「ウィリアム・ペン」で、彼はその人生に幼年時代より魅了されており、1950年から1975年まで25年かけて作曲し、1982年に初演された。
| スタブアイコン | サブスタブ | この項目は、まだ閲覧者の調べものの参照としては役立たない、クラシック音楽に関連した書きかけの項目です。この項目を加筆・訂正などしてくださる協力者を求めています（P:クラシック音楽/PJ:クラシック音楽）。 |

| スタブアイコン | サブスタブ | この項目は、まだ閲覧者の調べものの参照としては役立たない、音楽関係者（バンド等）に関連した書きかけの項目です。この項目を加筆・訂正などしてくださる協力者を求めています（P:音楽/PJ:芸能人）。 |